# ميكيلي مارش
ميكيلي مارش (بالإنجليزية: Michele Marsh)‏ هي ممثلة أمريكية، ولدت في 20 ديسمبر 1946 بميلوز في فرنسا. بدأت مشوارها المهني سنة 1971.

## وصلات خارجية
- ميكيلي مارش على موقع IMDb (الإنجليزية)
- ميكيلي مارش على موقع قاعدة بيانات الفيلم (الإنجليزية)